# Malocchio

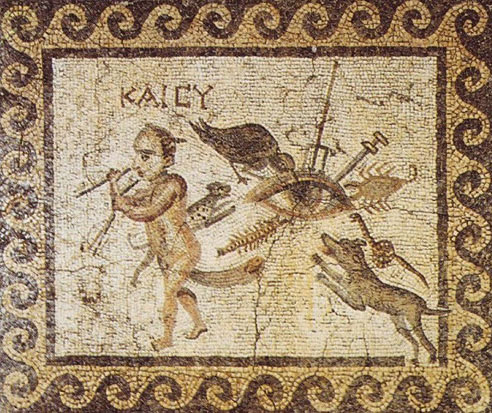
Raffigurazione del malocchio in un antico mosaico romano

Il malocchio è una delle tradizioni popolari più radicate, che tratta la superstizione del potere dello sguardo di produrre effetti sulla persona osservata; tale effetto può essere nella maggior parte dei casi negativo, come portare malasorte su persone che pensano che esso non esista.

## Descrizione

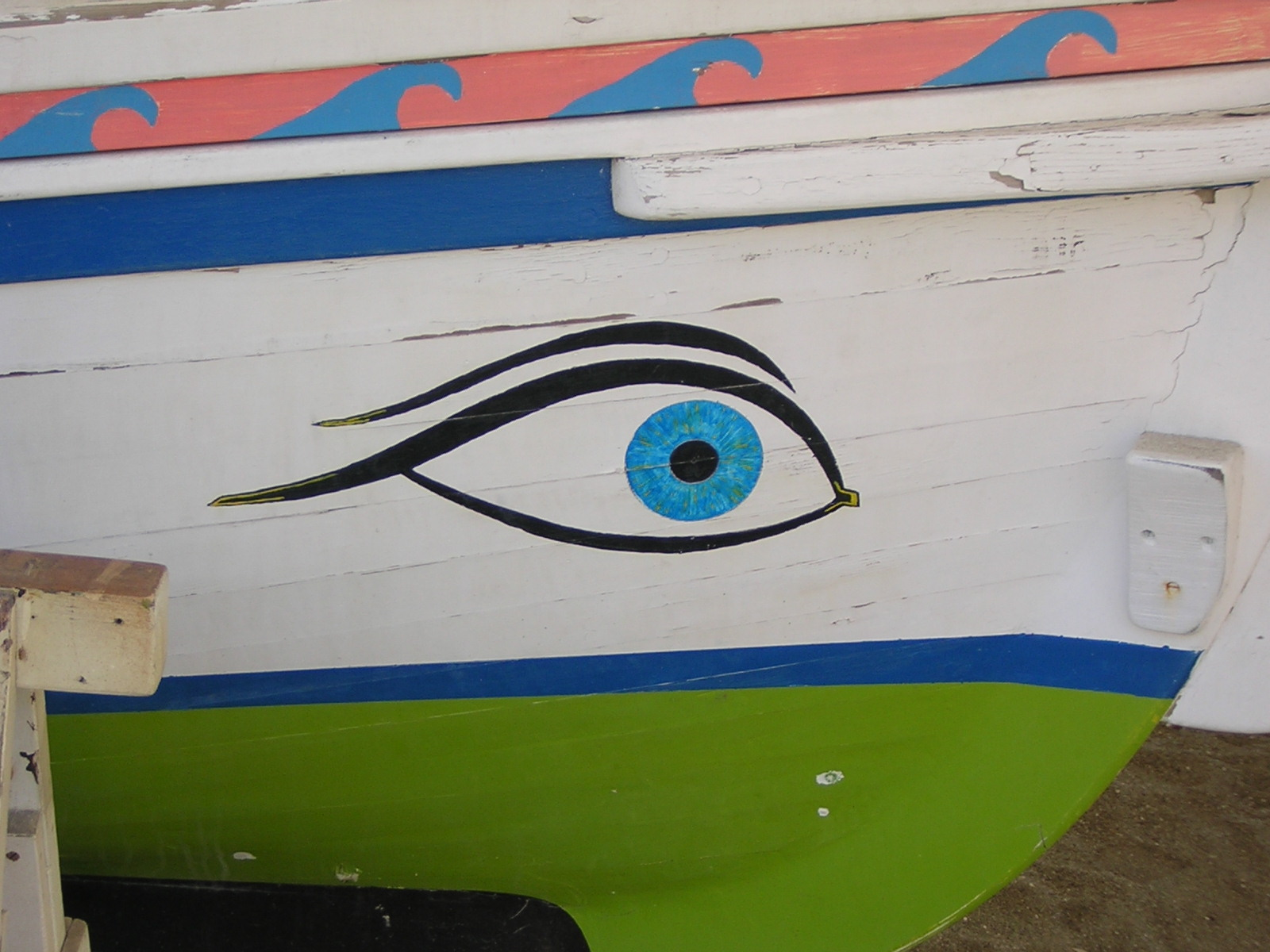
Una barca su cui è raffigurato un occhio come segno di scongiuro contro il malocchio

Tale forma di superstizione, è comune a molte culture presenti e passate, sopravvivendo ostinatamente agli sviluppi storici e scientifici.
I sintomi del malocchio sono principalmente gli stessi: la persona "con gli occhi addosso" riferisce di provare un senso di malessere fisico e mentale, accompagnato da stanchezza e molto spesso mal di testa; si sente agitata, fa fatica ad addormentarsi e riposa piuttosto male, conseguenza che può poi essere causa di nausea e vomito.
La causa principale del malocchio sono i sentimenti quali invidia, rabbia e gelosia nei confronti del malcapitato, ma molto spesso basta anche una bugia, come un finto complimento o un falso sentimento di ammirazione da parte di una persona poco fidata.

## In giro per il mondo
Risale almeno al VI secolo a.C., dove apparve in Calcidica vasi per bere, noti come 'oculares', come un tipo di magia apotropaica. Si trova in molte culture del Mediterraneo regione, con tali culture che spesso credono che ricevere il malocchio causerà sfortuna o lesioni, mentre altri credono che sia una sorta di forza soprannaturale che proietta o riflette uno sguardo malevolo su coloro che desiderano fare del male agli altri (soprattutto gli innocenti). Le versioni più antiche del simbolo erano spesso realizzate in ceramica o argilla; tuttavia, in seguito alla produzione di perline di vetro nella regione del Mediterraneo intorno al 1500 a.C., le perle del malocchio furono rese popolari tra i fenici, i persiani, i greci, i romani e gli ottomani. Probabilmente è stato utilizzato il blu poiché era relativamente facile da creare; tuttavia, i moderni occhi malvagi possono essere di una gamma di colori.
L'idea espressa dal termine induce molte culture diverse a perseguire misure protettive contro di essa, con circa il 40% della popolazione mondiale che crede nel malocchio. Il concetto e il suo significato variano ampiamente tra le diverse culture, ma è particolarmente importante nella Mediterranea e nell'Asia occidentale. L'idea appare più volte in letteratura rabbinica ebraica. Altri amuleti e talismani popolari usati per scongiurare il malocchio includono hamsa, mentre Italia (soprattutto l'Italia meridionale) impiega una varietà di altri incantesimi e gesti unici per difendersi dal malocchio, incluso il cornicello, il cimaruta e il gesto delle corna.

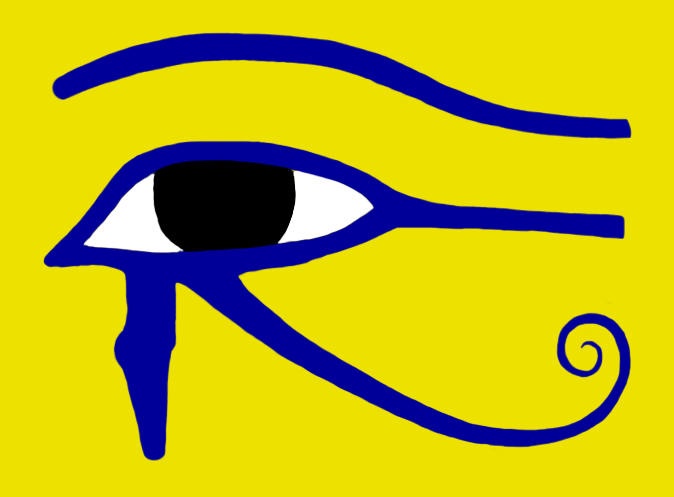
Occhio di Horus

Mentre l'egiziano Occhio di Horus è un simbolo simile di protezione e buona salute, il talismano greco del malocchio protegge specificamente dagli sguardi malevoli. Allo stesso modo, si ritiene che gli idoli degli occhi (c. 8700–3500 a.C.) scavati nel tempio degli occhi di Tell Brak fossero figurine offerte agli dei e, secondo il Metropolitan Museum of Art, sono estranei alla credenza nel malocchio.
Nella cultura cristiana e nella tradizione, il malocchio è anche chiamato "occhio invidioso", perché la persona che lo lancia è gelosa di qualcosa ha a che fare con la restrizione sull'avidità. In Marco 7,20-23 e Matteo 6,23 troviamo che Gesù elenca alcuni peccati che provengono dal cuore umano, uno di questi si riferisce al malocchio, usando la parola di Dio il credente può vincere il male, proprio come in Matteo 4,1-11, in cui Cristo sconfisse Satana e resistette alla tentazione nel deserto.

### Nel cristianesimo
(Matteo 6,23)
Il Cristianesimo ha ereditato il malocchio dal giudaismo e da altre religioni, spesso associate al falso profeta o Satana.
In Marco 7,22 includi "il malocchio" come uno dei peccati che iniziano nel cuore; in greco antico: ὀφθαλμὸς πονηρός?, ophthalmòs ponērós ("malocchio"); questo non è un riferimento a qualcosa di superstizioso. Quello di cui Gesù sta parlando è una persona che sta cercando di essere coinvolta nel male, è un linguaggio simile a quando la gente oggi dice che una persona "cerca guai".
Nella Bibbia l'espressione è sinonimo di invidia, gelosia e alcune forme di cupidigia. (Deuteronomio 15,9.28,54-56 Proverbi 23,6.28,22, Matteo 20,15, Matteo 6,23, Luca 11,34, Marco 7,22). Il malocchio sembra riferirsi all'avarizia di avidità o invidia, riferito all'uomo o alla sua azione; In Deuteronomio 15,9, "il tuo occhio è malvagio contro..." Potrebbe anche essere tradotto "Sei egoista verso... Significa "si comporterà egoisticamente" (Deuteronomio 28,54.56). I contesti indicano che coloro a cui si fa riferimento si sono rifiutati di condividere con altri che avevano meno. Questo tema si inserisce anche nel contesto di Proverbi 28,22, che descrive qualcuno che "ha fretta di ricchezze". L'egoismo o l'invidia riguardo al malocchio è il tema del significato apparente in Matteo 20,15 e può essere correlato alla stessa situazione in Matteo 6,22-23 e Luca 11,34.
I metodi di difesa contro gli effetti del malocchio includevano l'uso di incantesimi (secondo alcuni gli ornamenti dei cammelli di Giudici 8,21), la ripetizione di giuramenti e gesti osceni. Una persona potrebbe essere sospettata di intenzioni malvagie se osservata mentre osserva bambini o animali da fattoria. Si credeva che gli effetti del malocchio fossero radicati nell'invidia così che quando si esprimeva la sua ammirazione per gli animali oi bambini spesso diceva: "Dio li benedica" o un suo equivalente, in modo che le sue motivazioni non fossero messe in discussione.
In Matteo 20,15 questo versetto presenta l'opposto affermando che un malocchio fa precipitare nelle tenebre, il malocchio era sia un'espressione di gelosia che di avarizia.
Il verso pone grande enfasi sulla profondità dell'oscurità in cui un povero occhio spirituale collocherà una persona, perché concentrarsi troppo sulla ricchezza o sui beni può distorcere il giudizio. Morris ritiene che ciò implichi che coloro che sono così accecati non possono nemmeno rendersi conto di essere nell'oscurità. John Phillips suggerisce che qui Gesù insegna la possibilità di avere un "astigmatismo spirituale" (non riuscire a far convergere la visione in un punto focale), ed esorta i discepoli ad avere un occhio "unico" per "vedere attraverso la follia di accumulare tesori sulla terra e mantenere il prossimo mondo nella giusta messa a fuoco".

## Nome in varie lingue
Nella maggior parte delle lingue il nome si trova come variante di espressioni quali "occhio cattivo", "malocchio", "guardare male" o solamente "l'occhio." Alcune esempi di questo schema nel Mondo sono:
- In greco, to matiasma (μάτιασμα) o mati (μάτι) qualcuno si riferisce all'atto di maledire attraverso l'occhio (mati è la parola greca che indica l'occhio); inoltre: baskania (βασκανία, la parola greca che indica fattura)[39]
- In ebraico 'ayin ha'ra (עין הרע) "malocchio"[40]
- In persiano " (sguardo che ferisce/che provoca male) o "چشم شور" (occhio salato)[41]
- In spagnolo mal de ojo significa letteralmente "male dall'occhio" con esplicito riferimento al male che apparentemente proviene dall'occhio. Fare il malocchio viene così tradotto echar mal de ojo, i.e. "lanciare il male dall'occhio".[42]
- In arabo 'ain al hasoud (عين الحسود) "l'occhio dell'invidia". Ayn haarrah è usato inoltre per tradurre letteralmente come "occhio caldo".
- In russo сглаз (sglaz) significa letteralmente "dall'occhio".
- In sardo 'ponnere oju' significa letteralmente "mettere occhio".
- In sanscrito drishti dosha significa "sguardo pieno di cattiveria".
- In turco nazar guardare con kem göz indica il guardare con occhio malvagio.
- In napoletano uocchie sicche occhi secchi, con riferimento allo sguardo malvagio in grado di fare seccare le piante.
- In dialetto cosentino al malocchio ci si riferisce anche con il nome di picciu (letteralmente "piccio"). Iettare piccio (ovvero "buttare il piccio") o affascinu e significa dunque augurare male a una persona.
- In Abruzzo, il malocchio viene chiamato la 'mmidia o la 'mmidie, che si traduce con "l'invidia".
- Nella Locride si chiama "malocchiu" o più semplicemente occhiu (letteralmente malocchio e occhio) e l'operazione per eliminarlo viene chiamata "sciummicatura".
- Nella provincia di Foggia, il procedimento per eliminarlo viene chiamato "affascinatura", poiché la persona vittima è stata appunto, "affascinata". Qui, se ci si rende conto, nel momento stesso in cui si viene maledetti, si può eliminare la maledizione dicendo immediatamente "Sant'Martin" (letteralmente "San Martino") in modo tale da fare da scudo allo sguardo cattivo. Se ciò non avviene, si procede ad effettuare l'eliminazione del malocchio con procedimenti simili alle altre regioni d'Italia.